# خانه‌خل علیا
خانه‌خل علیا، روستایی است از توابع بخش مرکزی شهرستان سردشت استان آذربایجان غربی ایران.

## جمعیت
این روستا در دهستان باسک کولسه قرار داشته و بر اساس سرشماری سال ۱۳۹۸ جمعیت آن ۱۶۵ نفر (۳۱ خانوار)
بوده‌است.